# Anoplolepis tumidula
Anoplolepis tumidula – gatunek mrówki z podrodziny Formicinae.